# Coronel Nunes
Antônio Carlos Nunes de Lima, mais conhecido como Coronel Nunes (Monte Alegre, 21 de novembro de 1938), é um militar, político e dirigente esportivo brasileiro, foi por duas vezes presidente da Confederação Brasileira de Futebol (CBF).

## Biografia
Coronel Nunes foi da Aeronáutica entre 1957 e 1966, quando foi exonerado, suspeito de colaborar com opositores da Ditadura Militar no Brasil (por isso recebe em 2016 R$ 14,7 mil como perseguido pelo regime, e além das prestações mensais, uma indenização retroativa de R$ 243.416,25.). Entra para a polícia militar em 1967. Em maio de 1971 é nomeado comandante da Companhia Independente da Polícia Militar de Santarém (CIPM), atual 3º Batalhão PM/PA), onde fica até abril de 1974. Em 1977 é nomeado prefeito biônico na cidade de Monte Alegre no Pará. Se aposenta como coronel em fevereiro de 1991.
Presidente da Confederação Brasileira de Futebol (CBF) entre 2017 e 2019. Enqaunto representante da CBF durante a Copa do Mundo de 2018 na Rússia, Coronel Nunes protagonizou uma polêmica em meio a Eleição da sede da Copa do Mundo FIFA de 2026 ao ser o único representante da CONMEBOL a votar a favor de Marrocos. O fato gerou um mal-estar na entidade sul americana ao contrariar a promessa anterior de votar na chapa formada por Canadá, Estados Unidos e México, que terminaria como vencedora do pleito. O então presidente justificou sua escolha ao afirmar que Marrocos nunca sediou uma Copa do Mundo enquanto que os EUA (em 1994) e o México (em 1970 e 1986) já sediaram o torneio em outras ocasiões. Em 06 de junho de 2021, reassume a presidência da CBF após o afastamento de Rogério Caboclo.